# إريك بيترسون
إريك بيترسون (بالسويدية: Erik Pettersson)‏ هو لاعب باندي ‏ سويدي، ولد في 22 يوليو 1995.